# استارکرفت ۲: میراث باطل
استارکرفت ۲: میراث باطل (به انگلیسی: StarCraft II: Legacy of the Void) یک بسته الحاقی مستقل برای بازی استراتژی هم‌زمان و علمی-تخلیلی استارکرافت ۲: بال‌های آزادی و سومین و آخرین قسمت از سه‌گانه استارکرفت ۲ است که توسط بلیزارد انترتینمنت ساخته شد. این بازی در تاریخ 10 نوامبر 2015 منتشر شد.
این گسترش شامل واحدهای اضافی و تغییرات چند نفره از StarCraft II: Heart of the Swarm است. این کمپین که آرتانیس را به عنوان قهرمان اصلی آن متمرکز کرده‌است، دنباله Wings of Liberty و Heart of the Swarm است و سه‌گانه StarCraft II را به پایان می‌رساند. بلیزراد تست بتا را فقط برای دارندگان دعوت، در ۳۱ مارس ۲۰۱۵ آغاز کرد. بتا در ۲ نوامبر ۲۰۱۵، یک هفته قبل از تاریخ انتشار رسمی در ۱۰ نوامبر به پایان رسید.
در ابتدا پیش فروش بازی معرفی شد و در تاریخ ۱۵ ژوئیه ۲۰۱۵ برای خرید ازبتل.نت و خرده فروشان بزرگ در دسترس قرار گرفت. با پیش سفارش بازی دسترسی فوری به بتا چند نفره و مجموعه ای از سه مأموریت پیش داستان بازی با عنوان Whispers of Oblivion فراهم شد که بعداً پس از بروزرسانی Heart of the Swarm 3.0 در تاریخ ۶ اکتبر ۲۰۱۵ در دسترس همه بازیکنان قرار گرفت.

## انتشار و بازتاب‌ها
| گردآورنده | امتیاز |
| --------- | ------ |
| متاکریتیک | 88/100 |

| ناشر                     | امتیاز  |
| ------------------------ | ------- |
| گیم اینفورمر             | 8.75/10 |
| گیم‌اسپات                 | 8/10    |
| آی‌جی‌ان                   | 8.9/10  |
| پی‌سی گیمر (ایالات متحده) | 91%     |

طبق گفته بلیزارد، استارکرفت ۲: میراث باطل در ۲۴ ساعت اول فروش خود بیش از ۱ میلیون نسخه در سراسر جهان فروخت.
این بازی نقدهای مثب دریافت کرد. در متاکریتیک، در حال حاضر دارای امتیاز ۸۸/۱۰۰ بر اساس ۵۹ بررسی است. وبسایت سافت پدیا در نقد نتیجه‌گیری کرد که «استارکرفت ۲ جایگاه خود را به عنوان یکی از تأثیرگذارترین نسخه‌های منتشر شده در پنج سال گذشته، با لیاقت نشان داده‌است و این بازی با تمرکز بر Protoss موفق می‌شود پایان مناسبی را برای داستان اصلی به همراه داشته باشد و در عین حال بخش چند نفره را به روش‌های جالب توجهی باز کند.»

### تقدیرها
| سال  | جایزه                              | رده                                        | نتیجه    | منابع  |
| ---- | ---------------------------------- | ------------------------------------------ | -------- | ------ |
| ۲۰۱۶ | جایزه اهرمک طلایی                  | بازی رقابتی سال                            | نامزدشده | [ ۱۴ ] |
| ۲۰۱۶ | فرهنگستان هنر و علوم تعاملی        | دستاورد برتر در آهنگسازی موسیقی            | نامزدشده | [ ۱۵ ] |
| ۲۰۱۶ | 63rd Golden Reel Awards            | بهترین ویرایش صدا: سرگرمی تعاملی رایانه ای | نامزدشده | [ ۱۶ ] |
| ۲۰۱۶ | GameStar's Highest Rated 2015/2016 | بهترین بازی استراتژیک ۲۰۱۵/۲۰۱۶            | برنده    | [ ۱۷ ] |